# Robert Bertie (1er comte de Lindsey)
Pour l’article homonyme, voir Robert Bertie.
Robert Bertie, 1er comte de Lindsey (16 décembre 1582 - 24 octobre 1642) est un pair, soldat et courtisan anglais.

## Jeunesse
Robert Bertie est le fils de Peregrine Bertie, 13e baron Willoughby de Eresby (né le 12 octobre 1555 - décédé le 25 juin 1601) et de Mary de Vere, fille de John de Vere (16e comte d'Oxford), et de Margery Golding. La reine Élisabeth Ire est sa marraine, et deux de ses comtes préférés, dont il porte le prénom, sont ses parrains.
Il participe à son expédition d'Essex à Cambridge, et sert ensuite aux Pays-Bas, sous Maurice de Nassau, prince d'Orange. Il reçoit même le commandement temporaire des forces anglaises pendant le siège de Rheinberg à l'été 1601 . Les longues guerres continentales tout au long du règne pacifique du roi Jacques Ier sont traitées par la noblesse anglaise comme des écoles d'armes, car quelques campagnes sont considérées comme une fin gracieuse à l'éducation d'un gentleman.
Il est créé comte de Lindsey le 22 novembre 1626 et prend son titre du nord des trois parties du Lincolnshire, l'ancien royaume de Lindsey.

## L'entrepreneur
Le niveau Lindsey dans les Fens, entre la rivière Glen et The Haven, à Boston, Lincolnshire est nommé d'après le premier comte Lindsey car il est le principal entrepreneur de son drainage. Les travaux de drainage sont déclarés terminés en 1638, mais le projet est négligé avec le début de la guerre civile, de sorte que le terrain retombe dans son ancien état. Lorsqu'il est à nouveau vidé, plus de cent ans plus tard, il s'appelle le Black Sluice Level.

## La guerre civile anglaise
Dès que lord Lindsey commence à craindre que les différends entre le roi et le Parlement ne se terminent par la guerre, il exerce et entraîne ses troupes dans le Lincolnshire et le Northamptonshire, dont il forme un régiment d'infanterie.
Son fils Montagu Bertie, Lord Willoughby qui sert contre les Espagnols aux Pays-Bas, et après son retour est fait capitaine dans les sauveteurs et gentilhomme de chambre, les commande avec lui. Antoine van Dyck laisse des portraits du père et du fils.
Comme Lord Lindsey est un soldat expérimenté de 59 ans au début de la guerre civile anglaise, le roi Charles Ier le nomme général en chef des Royalistes pour la bataille d'Edgehill. Cependant, le roi a imprudemment exempté la cavalerie du commandement de Lindsey, son général, le prince Rupert du Rhin, ne prenant les ordres que du roi. Rupert n'a que 22 ans, et bien qu'étant un soldat expérimenté ayant combattu pendant la guerre de Trente Ans, il n'a pas encore appris que la cavalerie doit aussi être utilisée en soutien de l'infanterie et pas seulement contre la cavalerie ennemie. Cela provoque la défaite et la mort de Lord Lindsey.

## Mariage et descendance
En 1605, Lindsey épouse Elizabeth Montagu (décédée le 30 novembre 1654, sœur d'Edward Montagu (1er baron Montagu de Boughton)). Ils ont treize enfants :
- Montagu Bertie (2e comte de Lindsey) (1608-1666)
- Roger Bertie (décédé le 15 octobre 1654), épouse Ursula Lawley, fille de Edward Lawley
- Robert Bertie (1er janvier 1619 – 1708), épouse d'abord Alice Barnard, puis Elizabeth Bennet et enfin Mary Halsey
- Peregrine Bertie, marié à Anne Hardeby
- Francis Bertie (d. 1641), tué en Irlande
- Henry Bertie (d. 1643), tué lors de la première bataille de Newbury
- Vere Bertie, décédé célibataire
- Edward Bertie (17 octobre 1624 - 25 décembre 1686)
- Katherine Bertie, mariée vers 1631 à William Paston, 1er baronnet, un fils, Robert Paston (1er comte de Yarmouth)
- Elizabeth Bertie (décédée le 28 février 1684), mariée en 1661 à Miles Stapleton
- Anne Bertie (d. 1660), décédée célibataire
- Mary Bertie, épouse d'abord John Hewett (d. 1658), et ensuite Abraham Shipman
- Sophia Bertie, mariée à Sir Richard Chaworth

Le poste de Lord-grand-chambellan lui vient après la mort de son cousin Henry de Vere (18e comte d'Oxford), comme étant l'héritier mâle le plus proche.